# Aotus (planta)
Aotus es un género de plantas con flores  perteneciente a la familia Fabaceae.
Comprende 28 especies descritas y de estas, solo 14 aceptadas.

## Taxonomía
El género fue descrito por James Edward Smith y publicado en Annals of Botany 1: 504. 1805.

## Especies aceptadas
A continuación se brinda un listado de las especies del género Aotus (planta) aceptadas hasta julio de 2014, ordenadas alfabéticamente. Para cada una se indica el nombre binomial seguido del autor, abreviado según las convenciones y usos.
- Aotus carinata Meisn.
- Aotus cordifolia Benth.
- Aotus ericoides (Vent.) G.Don
- Aotus ferruginea Labill.
- Aotus gracillima Meissner
- Aotus intermedia Meissner
- Aotus lanigera Benth.
- Aotus mollis Benth.
- Aotus passerinoides Meissner
- Aotus phylicoides Benth.
- Aotus procumbens Meissner
- Aotus subglauca Blakeley & McKie
- Aotus subspinescens (Benth.) Crisp
- Aotus tietkensii F.Muell.